# Orjen

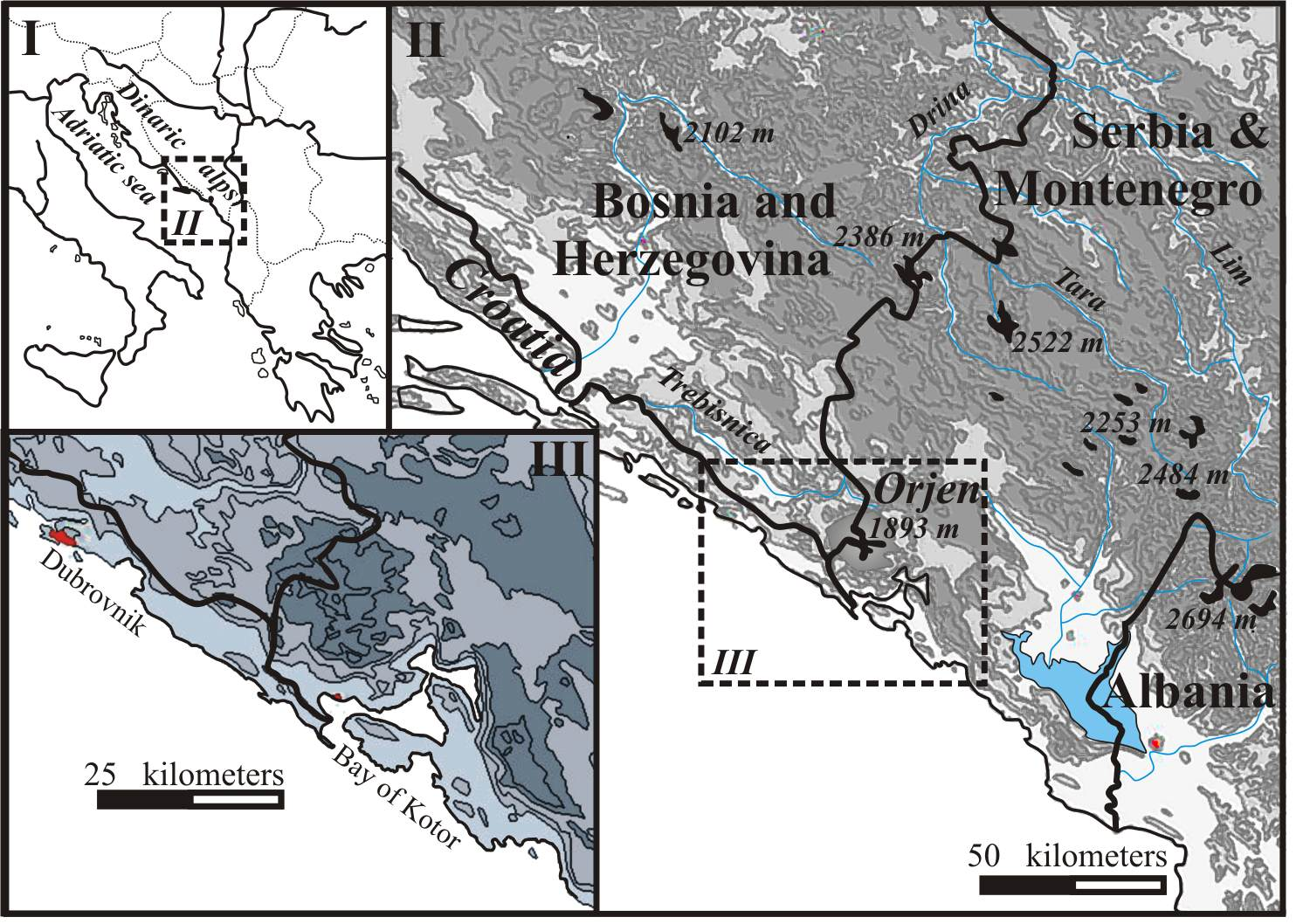
Poloha Orjenu na mapě Kotorského zálivu

Orjen je přímořské pohoří nacházející se na území tří států - Černé Hory, Chorvatska a Bosny a Hercegoviny. Nejvyšším bodem je vrchol Zubacki kabao (1894 m), který je zároveň nejvyšším přímořskou horou Černé Hory. Hlavním stavebním prvkem pohoří je triasový vápenec.

## Poloha
Na severu tvoří hranici pohoří údolí řeky Trebešnjica a komunikace, která spojuje doliny Grahovo a Grančarevo. Na jihu je masiv vymezen pobřežím Kotorského zálivu. Západní hranici tvoří spojnice měst Gruda - Grab - Trebinje a na východě silnice mezi městy Risan a Graho.

## Charakteristika
Pohoří Orjen tvoří velký labyrint vápencových vrcholů z nichž 44 překračuje výšku 1500 metrů. Centrální část masivu nese vysokohorský reliéf. Typické dinárskohorské jevy jako náhorní plošiny se zde nenacházejí. Pohoří je divoce rozeklané s několika výraznými vrcholy, které mají až 400 metrů vysoké stěny. V pohoří jsou časté krasové závrty (až 80), jeskyně, škrapy. Krasovým procesům podlehly i stopy po někdejším zalednění, které se nacházelo ve střední části masivu nad linií 1200 metrů.

### Vrcholy
| - Zubački kabao (1894 m) - Velika Jastrebica (1864 m) - Buganja greda (1849 m) - Visoki breg (1833 m) - Vučji zub (1802 m) - Borovik (1777 m) | - Medugorje (1769 m) - Golisevac (1721 m) - Markov kuk (1721 m) - Pazua (1680 m) - Subra (1679 m) - Odijevo (1571 m) |  |

## Podnebí
Pohoří Orjen je držitelem prvenství v množství spadlých srážek – je to nejdeštivější oblast Evropy. Ročně zde spadne v průměru až 5000 mm srážek. Ovšem vápencový povrch, jenž je plný krasových puklin a propastí, vstřebá všechnu vodu. Ta teče podzemím do blízkosti Kotorského zálivu. Hory jsou tak dosti suché. Nejlepší období pro návštěvu je červen a červenec, kdy zde fouká příjemný vítr od moře. V srpnu je obvykle velmi horko. Duben, květen a listopad jsou měsíce s nestabilním počasím.

## Turismus

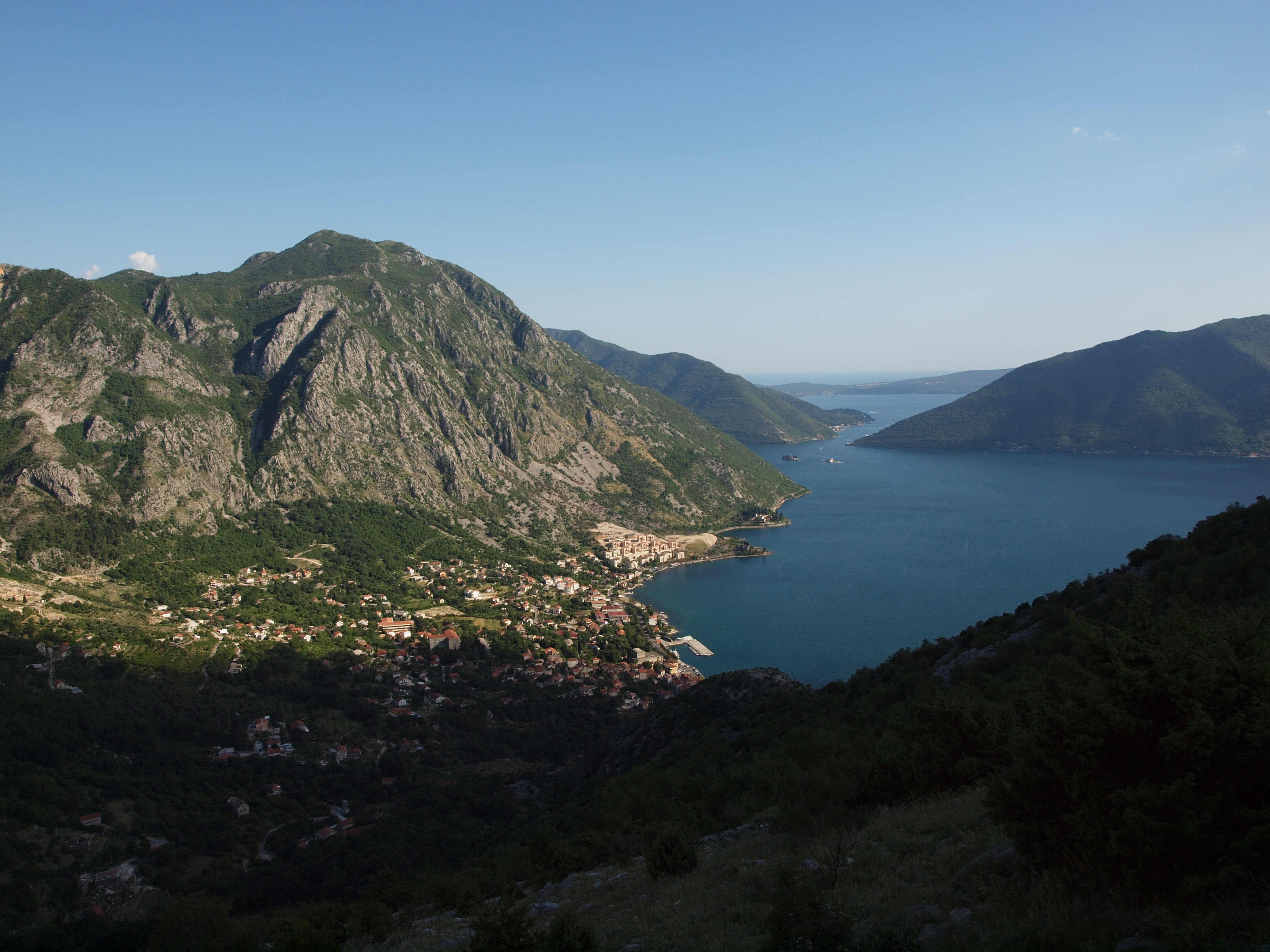
Město Risan a jihovýchodní část masivu

Turismus není v oblasti Orjenu v současnosti příliš rozvinutý. Komplikuje to složitá situace v blízkosti hranic tří států, poměrně špatná dostupnost a málo zpřístupněných a upravených turistických tras.

### Turistické cesty
Přes malou návštěvnost nalezneme v pohoří několik upravených a značených cest.
hřeben Dobrostica
Chata Vratlo - Kabao (1384 m) = 1 hod. - Odijevo (1571 m), (2,30 hod.). Cesta je značená až po vrchol Kabao.
vrchol Subra
Chata Vrbanje (1010 m) - Subra (1679 m), (4 hod.), snadná cesta v závěru se skalním lezením - sedlo Orjen (1594 m) - Zubacki kabao (1894 m), (2 hod.), několik lezeckých partií
Reovacka greda
Chata Vratlo (1160 m) - Pazua (1769 m), (12 hod.), populární, ale těžká cesta